# Шишапангма
 Шишапангма  (службено Xixiabangma) је планина у Кини, с 8013 м надморске висине четрнаести највиши планински врх на земљи и најнижа од свих планина виших од 8000 м. Ради своје локације у Тибету и Кини где су биле на снази рестрикције за стране посетиоце, Шишапангма је био последњи освојени врх виши од 8000 метара.
Тибетански назив shi sha sbang ma значи "врх изнад травнатих равница". Кинески назив Xīxiàbāngmǎ Fēng 希夏幫馬峰 фонетска је адаптација тибетанског имена. На Санскрту планина се назива Gosainthan, што значи "место свеца" или "пребивалиште бога".

## Опис
Шишапангма је лоцирана у средње-јужном Тибету, неколико километара од границе с Непалом, као једина планина виша од 8000 метара у потпуности на кинеској територији. Највиша је планина ланца Југал Хималаји, који се често сматра делом додирног ланца Лангтанг Хималаја. Комбиновани Југал/Лангтанг Хималаји прати кинеско-непалску границу. Лоцирана на сувој северној страни Хималаја, удаљена од непалских низина, Шишапангма има мање вертикалан рељеф у односу на остале највеће хималајске врхове.

## Освајање

### Први успон
Шишапангма је преко северозападне стране и североисточног гребена 2. маја 1964. први пута освојила (Северна рута) кинеска експедиција коју је предводио Ксу Јинг 许竞.
На врх тада су се попели и Занг Јинјан 张俊岩, Ванг Фузоу 王富洲, Ву Зонгје 邬宗岳, Чен Сан 陈三, Соинам Дорје 索南多吉, Ченг Тиалијанг 程天亮, Мигмар Закси 米马扎西, Дорје 多吉 и Јун Денг 云登.

### Истакнути покушаји и успони
- 1980. северна рута 2. успон, Микл Дакер, Волфганг Скаферт, Гунтер Стурм и Фриц Зинтл (7. мај); Сиги Хупфауер и Манфред Стурм (12. мај); као саставни део немачке експедиције.[3]
- 1980. северна рута, 3. успон, Евалд Пуц и Егон Обојес (13. октобар), као део аустријске експедиције.[4]
- 1981. северна рута, 4. успон, Јунко Табеј, Ринзинг Пинцо и Галбу Јабу (30. април) као део јапанске женске експедиције.[4]
- 1981. северна рута, 5. успон, Рејнолд Меснер и Фридл Муцклекнер (28. мај), као део аустријске експедиције.[4]
- 1982. Први успон преко британске руте и југозападне стране у алпском стилу, британци Доуг Скот, Алекс Макинтyр и Роџер Батер-Џонс (28. мај). Рута прати десни пролаз на југозападној страни.[3]
- 1987. 18. јул, Елса Áвиља и Карлос Карсолио као први мексиканци на Шишапангма. За Áвиљу је то први успон на врху изнад 8000 метара, за Карсолиа други, преко северног гребена до средишњег врха, потом дуж аретеа на главни врх заједно с Вандом Руткјевич, Рамиром Наваретеом и Рyчардом Вареким.[4]
- 1987. Први успон преко северног гребена, Пољак Јерзy Кукушка и Артур Хајзер (18. септембар). Кукушки је то била четрнаеста освојена планина виша од 8000 метара, те се спустио на скијама скоро с врха планине.[4]
- 1987. Први успон преко централног пролаза и северне стране, Алан Хинкес и Стив Унч (19. септембар).[4]
- 2004. Француз Жан-Кристоф Лафеј изазвао је контоверзе кад се 11. децембра сам попео на врх преко британске руте на југозападној страни, прогласивши "зимски успон". Како то није било за време календарске зиме, касније је свој успех назвао "успоном у зимским условима".[5]
- 2005. Први календарски зимски успон, Пољак Пјотр Моравски и Италијан Симоне Моро (14. јануар).

Око двадесетак људи је погинуло на Шишапангма, укључујући истакнуте американце Алека Ловеа и Дејвија Бриџеса (1999); као и португалског ветерана Бруна Карваља. Упркос томе, Шишапангма је један од најлакших планина виших од 8000 метара за успон. Стандардни пут успона води са северне стране, и какактерише га релативно једноставан прилаз, с возилима која могу прићи до базног логора на 5000 м. Технички су захтевније руте стрмија југозападна страна, која укључује 2200 м успона по 50-постотној падини, идеалној за тежи успон у алпском стилу.